# جعفر بن عثمان المصحفي
أبو الحسن جعفر بن عثمان المصحفي (المتوفي عام 372 هـ) حاجب الخليفتين الحكم المستنصر بالله وابنه هشام المؤيد بالله.

## تدرجه في المناصب
ينتمي جعفر بن عثمان بن نصر بن قوي بن عبد الله بن كسيلة إلى بربر بلنسية، وقد كان الخليفة عبد الرحمن الناصر لدين الله قد اختار عثمان أبي جعفر مُؤدّبًا لولي عهده الحكم، لذا كان جعفر مقرّب لدى الحكم، الذي اختاره ليكون كاتبه الخاص. ثم اختاره الناصر ليكون واليًا لجزيرة ميورقة. ولما آلت الخلافة للحكم، جعله وزيره، وأبقاه كاتبًا خاصًا له، وضم إليه منصب صاحب الشرطة بعد فترة، ثم جعله حاجبه بعد وفاة الحاجب جعفر بن عبد الرحمن الصقلبي، ثم أصبح المسئول الأول عن تسيير أمور البلاد في العامين الأخيرين من حياة الحكم المستنصر بالله، اللذان قضاهما في نوبات متتابعة من المرض. كما جعله الخليفة هشام المؤيد حاجبه في أول خلافته، وعيّن عددًا من أبناء جعفر وأبناء أخيه في مناصب رفيعة.

## إبطاله لخطة الصقالبة
قاد جعفر المصحفي عملية في إبطال مخطط فتيان قصر الخلافة الصقالبة لتولية المغيرة بن عبد الرحمن الناصر لدين الله الخلافة خلفًا للخليفة الحكم المستنصر بالله بدلاً من ابن الحكم وولي عهده هشام، والذي انتهت بمقتل المغيرة، وتولية هشام المؤيد بالله ابن إثني عشرة عام خليفة تحت وصاية أمه صبح البشكنجية. ثم تعاون مع رجل الدولة القوي وصاحب الشرطة محمد بن أبي عامر على التخلص من نفوذ الفتيان الصقالبة داخل القصر تدريجيًا، لتنحصر السلطة الفعلية في يد المصحفي وابن أبي عامر وأم الخليفة.

## سجنه ووفاته
إلا أن محمد بن أبي عامر استغل علاقته القوية بصبح أم الخليفة، وسوء العلاقات بين جعفر المصحفي وغالب بن عبد الرحمن الناصري صاحب مدينة سالم وقائد جيش الثغر نتيجة اتهام جعفر لغالب بالتقصير في الدفاع عن الحدود الشمالية أمام حملة الممالك المسيحية في الشمال على حدود الدولة بعد وفاة الخليفة الحكم المستنصر بالله. فلجأ محمد بن أبي عامر للتحالف مع غالب ومصاهرته بزواجه من أسماء بنت غالب التي كان جعفر المصحفي قد راسل غالب يطلبها للزواج من ابنه محمد بن جعفر، ثم استصدر محمد بن أبي عامر مرسومًا خلافيًا من خلال حليفته أم الخليفة بعزل محمد بن جعفر المصحفي كحاكم لقرطبة، وتولية محمد بن أبي عامر حاكمًا على قرطبة بالإضافة إلى منصبه كقائد لجيشها. كما استصدر مرسومًا آخر من الخليفة بتولية صهره غالب الناصري الحجابة إلى جانب جعفر المصحفي، مما يعد انتقاصًا من سلطة جعفر المصحفي.
وفي 13 شعبان 367 هـ، كانت نكبة جعفر المصحفي بعد أن أصدر الخليفة هشام المؤيد بالله مرسومًا بإقالة الحاجب جعفر بن عثمان المصحفي، وسجنه هو وأبنائه وأقاربه ومصادرة أموالهم. شدد ابن أبي عامر في التنكيل بجعفر المصحفي ونكايته، حتى أنه كان يحمله معه مكبلاً في غزواته، ثم زجه في السجن، فظلّ في محبسه في الزهراء لأعوام إلى أن مات مسمومًا وقيل مخنوقًا في محبسه عام 372 هـ، وأسلم إلى أهله وهو في أقبح صورة.

## شعره
كان جعفر المصحفي شاعرًا بليغًا له الكثير من الأشعار الشهيرة التي تناقلتها كتب التاريخ منها، ما قاله من شعر الغزل:
وله في نكبته قوله: